# Канли-Туркеєво
Канли́-Турке́єво (рос. Канлы-Туркеево, башк. Ҡаңны-Төркәй) — село у складі Буздяцького району Башкортостану, Росія. Адміністративний центр Канли-Туркеєвської сільської ради.
Населення — 878 осіб (2010; 724 у 2002).
Національний склад:
- башкири — 100 %